# Бучичев Євген Миколайович
Євген Миколайович Бучичев (нар. 6 січня 1997, с. Скуносове Путивльського району (нині — Конотопського району), Сумська область — пом. 1 квітня 2022, під Харковом) — сержант 4 батальйону ДУК ПС, учасник російсько-української війни, що загинув під час російського вторгнення в Україну 2022 року.

## Життєпис
Народився в с. Скуносове Путивльського району на Сумщині. Закінчив Путивльську загальноосвітню школу I—III ступенів № 2, був членом футбольної команди «Ярославна» з Путивля. Брав участь у війні на сході України на посаді командира відділення 15-го мотопіхотного батальйону «Суми» 58-мої окремої мотопіхотної бригади імені гетьмана Івана Виговського Збройних Сил України.
В 2021 році вступив на навчання до Глухівського агротехнічного фахового коледжу Сумського НАУ за спеціальністю «Агроінженерія».
24 лютого 2022 року, з початком повномасштабного російського вторгнення в Україну, приєднався до ДУК «Правий сектор».
Загинув 9 квітня 2022 року в боях під Харковом від осколкового поранення під час виконання бойового завдання. Брат загиблого Євгена Бучичев Ігор Миколайович, отримав поранення в бою та проходить лікування у військовому госпіталі.
Похований 15 квітня 2022 року в рідному селі.

## Нагороди
- орден «Богдана Хмельницького» III ступеня (2022, посмертно) — за особисту мужність і самовіддані дії, виявлені у захисті державного суверенітету та територіальної цілісності України, вірність військовій присязі.